# Дубина, Владимир Васильевич
Владимир Васильевич Дубина (11 [24] мая 1906, Клецкий район — 23 декабря 1987, Цепра, Минская область) — звеньевой молочного совхоза «Красная Звезда» Министерства совхозов СССР, Клецкий район Барановичской области, Белорусская ССР. Герой Социалистического Труда (1949).

## Биография
Родился в 1906 году в крестьянской семье в деревне Витим (сегодня — Клецкий район Минской области). Участвовал в Великой Отечественной войне. Окончил войну в Восточной Пруссии. После войны трудился полеводом в ордена Ленина племзаводе «Красная Звезда» Клецкого района. Был назначен звеньевым полеводческого звена, которое занималось выращиванием многолетних трав технических и кормовых культур. Окончил курсы по растениеводству, получив специальность «мастер сельского хозяйства II разряда по растениеводству».
Для повышения урожайности клевера организовал в совхозе ульи, в результате чего повысилась урожайность. В 1948 году звено собрало в среднем по 5,4 центнера клевера с каждого гектара.
Указом Президиума Верховного Совета СССР от 30 марта 1949 года был удостоен звания Героя Социалистического Труда с вручением ордена Ленина и золотой медали «Серп и Молот».
Вместе с ним были удостоены звания Героя Социалистического Труда звеньевые совхоза «Красная Звезда» Василий Новик и Владимир Матейко.
Скончался в 1987 году.

## Награды
- Герой Социалистического Труда — указом Президиума Верховного Совета СССР от 30 марта 1949 года
- Орден Ленина